# Ебергард Реш
Ебергард Реш  (нім. Eberhard Rösch, 9 квітня 1954) — німецький біатлоніст, олімпійський медаліст.

## Виступи на Олімпіадах
| Олімпіада        | Дисципліна                | Місце |
| ---------------- | ------------------------- | ----- |
| Лейк-Плесід 1980 | індивідуальна гонка 20 км | 3     |
| Лейк-Плесід 1980 | естафета 4 х 7,5 км       | 2     |